# 浙江国际赛车场
浙江国际赛车场占地750畝，位於浙江绍兴柯桥区，是FIA國際汽車聯合會認證的二級賽車道。最低点与高点差达22米。平日接受国际专业赛事和新車發表會舉辦，個人擁有合格車輛可以付費成為會員進入使用。会员一年5万元人民幣，終身會員60萬元。

## 設施
主車道全长3.20公里，可分隔为两个独立运行的东、西赛道，包括7个右弯和9个左弯，赛道随山势起伏。 3号、8号、13号弯道处倾角达10%。
附屬长814米的卡丁车赛道是全中國第一個通過CIK标准，另有一棟專用小大樓設有卡丁车更衣室，卡丁车库，餐饮设施。
南方有汽车市场及辦公楼，另有27间俱乐部度假屋在山坡上，山坡區有斯诺克俱乐部、斯诺克酒吧、迷你高尔夫場。东北端的主大樓設有维修站、迎宾展览中心、商业中心、VIP俱乐部。

## 交通
- 上杭甬高速，向宁波方向行驶，从柯桥出口下，进入金柯桥大道向南行驶大约13公里。
- 上沪昆高速向杭州方向，进入杭州绕城高速过钱塘江后转杭甬高速，之後如上。
- 周邊旅遊區有鉴湖高尔夫大酒店、乔波滑雪场。

## 水泥塊事件
2018年11月22日下午浙江国际赛车场發生死亡車禍，一位徐女士丈夫開自用BMW M3轎車進入遊玩，但撞上水泥墩之後車輛起火爆炸死亡。她偷偷錄下說明會時播放的現場監控錄影，因為現在賽車場方已經拒絕再次播放並強調自身無過錯，所以她找媒體申訴。
浙江国际赛车场副总裁杜汉杰出面表示，首先該位先生不是會員卡客戶，而是有意成為會員進入試駕階段，所以不適用保險理賠和會員待遇。而事故發生後一分半鐘的救援趕往時間是合理的，考量到場地面积大，因為安全和人力原因目前沒有國際級賽車場會在平日为每一個賽道段配备看守員，而是采取攝像頭監控。
徐女士則質疑為何賽道旁邊會推放水泥塊，正常賽道都是有彈性的防撞護欄，能緩衝衝擊將車彈開，尖角處還有水箱，而這車場卻全是水泥塊。杜汉杰則表示在警方調查報告出現前不針對此事發言，同時拒絕提供現場監控錄影，有爭議只接受司法途徑處理，並重申以他的認知賽車場方沒有任何錯誤。試車體驗前的合約書上有免責條款：
- 第一条就明文规定：甲方清楚地认识到赛车和赛道驾驶是一项极具危险性的运动，存在生命危险。
- 第二条：赛车区域可能会引起人身伤害、死亡和财产损失，甲方经慎重考虑，完全出于自愿并自行承担风险。
- 免责声明强调：产生任何不良后果甲方自负全责，并承诺不向乙方提出任何索赔或追究法律责任的要求。